# 魏玛宪法
《德意志国宪法》（德語：Die Verfassung des Deutschen Reichs），通称《魏玛宪法》（Weimarer Verfassung），為德国魏玛共和时期（1919年—1933年）的宪法，也是德国历史上第一部实現民主制度的宪法。它建立了一个议会民主制、联邦制的共和国。现今德國的憲制性法律《德意志聯邦共和國基本法》仍保留着《魏玛宪法》的部份條文。
1919年1月19日，德国举行国民议会选举。1919年2月6日帝国议会举行，由于首都柏林时局动荡，帝国议会改在魏玛召开，共和国的非正式国名和宪法的名称由此而来；会议的主要任务是起草宪法。1919年7月31日，帝国议会以262人支持、75人反对、84人缺席通过宪法。1919年8月11日《魏玛宪法》正式生效，8月11日因此被定为魏玛共和的国庆日，用以纪念「德国民主诞生之日」。
1933年希特勒上台后直至纳粹德国战败垮台，虽然法律上《魏玛宪法》依然有效，但事實上《魏玛宪法》的效力已基本被纳粹党的《1933年授权法案》破坏。

## 起源
第一次世界大戰結束後，德意志帝國的政府在1918年至1919年的德國革命初期瓦解。在接下來的幾個月裡，力圖建立蘇維埃共和國的極左派政黨，被希望建立議會共和國的溫和左派擊敗。由德國社會民主黨（SPD）的弗里德里希·艾伯特領導的獲勝政黨，安排在1919年1月19日舉行選舉，為女性首次與男性擁有平等投票權的選舉——選出一個國民議會，作為德國的臨時議會，並起草一部新憲法。由於柏林的情勢仍然不穩定，代表們在魏瑪會面。艾伯特希望在審議《凡爾賽條約》的條款時，提醒協約國想起魏瑪古典主義，其中包括作家約翰·沃爾夫岡·馮·歌德和弗里德里希·席勒。
憲法最初草案由律師和自由派政治家胡戈·普羅伊斯撰寫，其為時任內政部長。草案很大程度上基於1849年的《法蘭克福憲法》，該憲法是在1848年至1849年的德國革命後為統一的德國而制定的，但當時並未實行。受到羅伯特·雷德斯洛伯（Robert Redslob）的議會制理論的影響，該理論要求在君主或人民作為主權者的情況下，行政和立法部門之間保持平衡。1919年7月，國民議會迅速審議了憲法草案，大多數辯論都在一次會議中結束，且沒有公開討論這些議題。7月31日，議會以262票贊成、75票反對和1票棄權通過了新憲法。德國第一任總統（1919-1945）弗里德里希·艾伯特於1919年8月11日簽署了《魏瑪憲法》，並於14日生效。1920年6月6日為新成立的國會（Reichstag）舉行了聯邦選舉。

## 憲法缺陷
歷史學家威廉·夏伊勒在其著作《第三帝國的興亡》中，將《魏瑪憲法》形容為「在紙面上，是二十世紀所見過最自由、最民主的同類文獻……充滿了巧妙且令人稱羨的設計，看似能保證近乎完美的民主制度運作。」然而，魏瑪憲法存在嚴重的問題，其中最嚴重的問題之一是其在德國人民眼中的正當性。歷史學家漢斯-烏爾里希·韋勒認為，艾伯特從帝國末任總理巴登親王手中接過總理之位，似於一場政變，而艾伯特領導直至國民議會召開的人民代表委員會，則是憑藉「革命法」運作。國民議會將具有長期影響的議題所做的決定，並未經過公開辯論，導致「人民主權再次被證明是為了正當性而杜撰的虛構概念。」

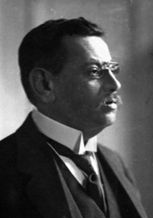
提供魏瑪憲法初稿的胡戈·普魯斯

憲法條文本身而言，總統權力的範圍被證明是個嚴重問題。政府架構為「半總統制」，結合了總統制和議會制，由一位強勢總統取代「君主」，其用意是凌駕於各政黨之上，制衡國會，並對抗普魯斯所擔憂的「議會專制主義」（parliamentary absolutism）。憲法允許總統開除總理，即使該總理仍保有國會的信任票。總統也能任命一位未獲國會支持的總理。《魏瑪憲法》第48條，即所謂的緊急狀態命令條款，賦予總統廣泛的權力中止公民自由，而其中的制衡機制在實踐中證明是不夠的。第48條也允許總統罷免地方政府，該權力曾四次用於針對左翼部長。儘管最初的用意是讓條款僅在發生國家緊急情況時，謹慎地用於恢復憲政秩序，但在阿道夫·希特勒成為總理之前，該法就已被援引了205次。希特勒抓住機會利用該條款的權力，在上任僅一個月後就開始鞏固獨裁統治。使用沒有門檻的比例代表制選舉制度也被認為是重大缺陷。該制度旨在避免「浪費選票」，卻導致眾多政黨崛起，使得任何政黨都難以建立和維持國會多數。派系林立導致政府頻繁更迭。1932年7月的國會選舉中，共有14個政黨獲得足夠的選票贏得至少一個席位（在總共62個獲得選票的政黨中）。僅需0.1%的選票就有可能贏得議會席位。例如，在1932年7月的選舉中，人民正義黨僅在超過3700萬張選票中獲得約4萬張選票，即取得了一個席位。然而，納粹黨在1932年選舉中崛起成為最大黨，只能歸因於選民的意願。對於選舉門檻的批評者反駁了一種論點，即納粹黨在1920年代國會中象徵性的存在，明顯幫助其崛起掌權，並且《魏瑪憲法》中存在門檻實際上並不會阻礙希特勒的野心。
在總統選舉中，《魏瑪憲法》僅規定總統將由「全體德國人民」選舉產生，詳細的規範將由國家法律制定。1920年5月4日的《國家總統選舉法》建立了兩輪制制度，若無候選人在第一輪取得過半數選票，則需要進行第二輪選舉，但第二輪選舉不限於得票最多的兩名候選人，而是由所有選擇參選的候選人中得票最多者獲勝。1925年德國總統選舉的第二輪非德國人民黨的卡爾·雅雷斯（第一名）和德國社會民主黨的奧托·布勞恩（第二名）之間的競爭，兩者屬於接受魏瑪共和國政治體系的政黨，而是在中央黨的威廉·馬克思（第一輪第三名；魏瑪聯盟的候選人）、共產黨領導人恩斯特·台爾曼（第一輪第四名）和第一次世界大戰期間的德意志帝國陸軍司令保羅·馮·興登堡之間的三角競爭，後者是君主主義極右派的候選人，儘管沒有參加第一輪選舉，但仍以48%的選票贏得選舉。
在德國革命初期，人民代表委員會的溫和派領導層出於穩定的考量，決定保留帝國龐大的官僚機構，而不是試圖更換數千名經驗豐富的官員，其大多數仍然效忠於君主制。當魏瑪憲法起草時，德國公務員聯合會（Deutscher Beamtenbund）得以施加壓力，在第128條至131條中加入了對政府官員的特殊保護，儘管普魯斯原本並無意納入此類措辭。除了賦予政治觀點自由的自由主義條款外，這些條款還保證了政府官員的終身職位以及養老金和遺屬撫卹金。憲法中納入這些特殊條款，對共和國來說是一個相當大的問題，因為使官僚機構難以進行改革，難以清除許多反對民主的高官，尤其是司法部門。即使沒有這些問題，《魏瑪憲法》也是在艱難的社會、政治和經濟條件下建立並生效的。歷史學家理查德·J·埃文斯在著作《第三帝國的到來》中指出，《威瑪憲法》本身並非完美，但其缺陷並不足以單獨導致共和國的崩潰。真正致命的是當時德國社會普遍存在的「合法性缺失」，這種缺失使得憲法的缺陷被放大，導致了民主制度的失敗。

## 希特勒通過授權法
1933年阿道夫·希特勒被任命為總理後不到一个月，国会纵火案法令援引了《魏瑪憲法》第48條，中止了數項基本權利的宪法保障。受到影響的條款包括人身保护令（habeas corpus）、居住不可侵犯权（inviolability of residence）、通信隐私权 （correspondence privacy）、言论自由/审查制度（freedom of expression/censorship）、集会自由（assembly）、结社自由（associations）和征收权（expropriation）。
1933年3月23日，国会通过《授權法》规定，除了国会通过立法的一贯方法之外，德国政府（总理和内阁）也可以制定法律。甚至规定，国会、联邦参议院和总统的权力不受影响。《威瑪憲法》第68條至第77條概述的正常立法程序并不适用于由德国政府颁布的法條。
授权法以441票赞成、94票反对的结果通过，表面上符合修宪的规定（国会三分之二的成员出席，并且出席的三分之二的成员投票赞成这项措施），但前提是必须强行排除共产党的所有81名成员。法律并没有明确修改魏玛宪法，但它确实规定了宪法改革所需的程序已经完成。1919年的宪法从未被正式废除，但授权法意味着其所有其它法律都变成了廢紙。
希特勒在1934年巩固权力所采取的行动中有两次违反了《授权法》。第2条规定，“德国政府制定的法律可以偏离宪法，只要它们不影响国会和联邦参议院的机构即可。以保障总统的权利不受影响”。1934年2月14日，《关于废除联邦参议院的法律》完全解散了联邦参议院，尽管《授權法》明确规定了联邦参议院的存在不受影响。兴登堡总统于8月2日去世后，希特勒根据前一天通过的法律夺取权力。